# ウィザーズカップ
ウィザーズカップ（WIZARDS CUP）は、日本のカードゲーム。作者はカナイセイジ。2022年にゲームマーケットにてテスト版として発表された作品『ローレルクラウン：デュエル』が、2023年にJELLY JELLY GAMESより製品版として発売されたのが本作品である。
海外では英語やフランス語などで展開がなされた。

## ゲームの概要
プレイ人数は2人。プレイヤーはそれぞれ属性と魔力、名前、能力の書かれた専用のカードを各種1枚ずつ、計18枚を持った状態でゲームがスタートする。
プレイヤーは互いにカードを1枚ランダムに選び表にした後、残りの17枚の中から5枚を選ぶ。最初に表にした1枚とその後選んだ5枚の計6枚から、5枚を好きな順番で並べて山札とする。残り1枚はサブカードとして裏向きでよけておく。
2人とも山札ができたら、互いに山札の上から1枚同時に公開して、戦闘が行われる。戦闘はまずカードの能力が発動し、そこで勝敗がつかなれば属性で判定を行い、それでも勝敗がつかなければ魔力が大きいほうが勝利となる。敗れた方は公開したカードを捨て札にして、新たに山札から1枚公開して、また戦闘が行われる。それをどちらかの山札が無くなるまで繰り返す。
どちらかの山札が無くなったら、再び先程の6枚から新たに5枚を好きな順番で並べて山札とし、また戦闘を繰り返す。
相手の山札を2回無くならせたプレイヤーがゲームの勝利となる。

## 属性
自分のカードの属性が、相手のカードの弱点である場合、魔力に関わらず戦闘に勝利する。
| 属性 | 弱点     |
| ---- | -------- |
| 無   | （無し） |
| 火   | 水       |
| 水   | 草       |
| 草   | 火       |
| 光   | 火/水/草 |
| 闇   | 光       |

## カードの種類
| 属性 | 魔力 | 名前     | 能力                                                                           |
| ---- | ---- | -------- | ------------------------------------------------------------------------------ |
| 無   | 1    | 祈祷師   | この魔法使いと相手の場にある魔法使いを捨て札にする。（両者は戦闘に敗北する。） |
| 無   | 2    | 舞踏家   | 相手の場にある魔法使いが無属性なら、魔力にかかわらず戦闘に勝利する。           |
| 無   | 3    | 配達員   | 捨て札の一番上にあるとき、自分の場にある魔法使いの魔力+2。                     |
| 無   | 4    | 兵士     | 捨て札の一番上にあるとき、相手の場にある魔法使いは能力を失う。                 |
| 無   | 5    | 探偵     | この魔法使いと自分のサブカードを入れ替えても良い。                             |
| 無   | 6    | 資本家   | 魔力を比較するとき、魔力が小さい魔法使いが戦闘に勝利する。                     |
| 無   | 7    | 革命家   | 戦闘に勝利したとき、相手の山札の一番上のカードも追加で捨て札にする。           |
| 無   | 9    | 哲学者   | （無し）                                                                       |
| 火   | 5    | 花火師   | 捨て札の一番上にあるとき、自分の場にある火属性の魔法使いの魔力+3。             |
| 火   | 8    | 鍛冶屋   | 魔力を比較するとき、魔力が同じ数値なら戦闘に勝利する。                         |
| 水   | 5    | 調香師   | 捨て札の一番上にあるとき、自分の場にある水属性の魔法使いの魔力+3。             |
| 水   | 8    | 風水師   | 捨て札の一番上にあるとき、自分の場にある魔法使いの魔力+1。                     |
| 草   | 5    | 園芸家   | 捨て札の一番上にあるとき、自分の場にある草属性の魔法使いの魔力+3。             |
| 草   | 8    | 植物学者 | 相手のサブカードを捨て札にする。                                               |
| 光   | 7    | 罪人     | 自分の山札の残りを好きなように並べ替えてもよい。                               |
| 光   | 9    | 神官     | （無し）                                                                       |
| 闇   | 7    | 墓守     | 相手の場にある魔法使いが「火/水/草属性」なら、魔力にかかわらず勝利する。       |
| 闇   | 10   | 疫病医   | （無し）                                                                       |